# Walter Macfarren
Walter Cecil Macfarren (Londen, 28 augustus 1826 – Londen, 2 september 1905) was een Engels componist, pianist en muziekpedagoog.

## Levensloop
Macfarren was de zoon van toneelschrijver en librettist George Macfarren Sr. en de jongere broer van een van de belangrijkste Victoriaanse componisten, Sir George Macfarren.
In 1836 werd hij lid van het koor van de Westminster Abbey. Vanaf 1842 studeerde hij muziek aan de Royal Academy of Music waar hij leerling was van zijn broer en van Cipriani Potter. Hij werkte van 1846 tot en met 1903 als pianodocent aan de Royal Academy of Music. Zijn bekendste studenten waren Tobias Matthay, Stewart Macpherson, Hermann Löhr en Henry Wood.
Zijn enorme hoeveelheid pianostukken zijn melodieus, beminnelijk en niet ambitieus. Zoals veel Engelse muzikanten van zijn generatie was Mendelssohn zijn grote voorbeeld. Als student componeerde hij een pianoconcert in B-mineur, uitgevoerd in 1845 maar nu verloren. Zijn enige bestaande werk voor piano en orkest is het Concertstück. Hij droeg het op aan een van zijn leerlingen, Nanette Kuhe, dochter van Wilhelm Kuhe, een prominente Duitse immigrant die het Brighton Musical Festival (1871-1882) oprichtte en leidde. Naar alle waarschijnlijkheid heeft Nanette het werk in Brighton voor het eerst uitgevoerd in 1881.
Verder schreef Macfarren een symfonie in Bes, 8 concertouvertures, twee sonates voor viool en piano, kerkmuziek, andere religieuze muziek, madrigalen, meerstemmige liederen en solo-liederen. Hij gaf ook veel muziek uit van Beethoven en Mozart.